# Fureholmen (Bjørnafjorden)
Ne doit pas être confondu avec Fureholmen, Fureholmen (Fidjar), Fureholmen (Kvam), Fureholmen (Kvinnherad), Fureholmen (Masfjorden) ou Fureholmen (Stord).
Fureholmen est une île dans le landskap Sunnhordland du comté de Vestland. Elle appartient administrativement à Bjørnafjorden.

## Géographie
Rocheuse et couverte d'arbres, elle s'étend sur environ 87 m de longueur pour une largeur approximative de 81 m.